# FISH
Az orvosbiológiában és a biotechnológiában a FISH (angolul fluorescence in situ hybridization) egy fluoreszcens mikroszkópiai vizsgálati eljárás, rendszerint kromoszomális anomáliák/abnormalitások detektálásához. Kimagasló érzékenysége és specifitása valamint gyorsasága igen népszerűvé tette bizonyos hematológiai és rákdiagnosztikai vizsgálatoknál.

## Felfedezése
Egészen az 1960-as évekig nyúlik vissza, amikor is a Joseph Gall és Mary Lou Pardue rájöttek, hogy a molekulahibridizáció felhasználható DNS szekvenciák in situ azonosításához. 1969-ben a két kutató publikálta eredményeit, melyben igazolták, hogy a riboszomális RNS (rRNS) szekvenciák felhasználhatók komplementer DNS szakaszok azonosításához. Azóta számos vonatkozásában finomították és specializálták a módszert, melynek révén a citogenetikai kutatások egyik alapvető eszközévé vált az évtizedek során.

## Alkalmazása
Orvosi gyakorlatban genetikai abnormalitások (génfúziók, aneuploida, kromoszóma vesztés) feltárásához, sejtszintű elváltozások monitorozásához használható. Emellett a FISH a genetikai gyakorlatban géntérképezéshez, onkogének (melyek rákos folyamatokhoz vezetnek) azonosításához elengedhetetlen.
Az eljárás során próba-DNS szekvenciákat kapcsolnak egy speciális ún. target DNS mintához, melyek fluoreszcens molekulákat foglalnak magukban. Ezután fluoreszcens mikroszkópia segítségével könnyen azonosíthatók bizonyos genetikai aberrációk. Jelenleg olyan módszereket is alkalmaznak, amelyek egy teljes genom szimultán történő vizsgálatát is lehetővé teszik (multiplex FISH).
Deléciók (azaz genetikai információvesztések) vizsgálatához általában két próbaszekvenciát alkalmaznak. Az első ún. kontroll próbát a teszt során a kromoszóma mindkét másolatának azonosításához használják. Ez ahhoz a szekvenciához kötődik, amely nem tartalmaz deléciót, tehát a jel mindkét kromoszómán detektálható. A második próba azon szekvenciához kerül, amely a deléciót tartalmazza. A deléció rendszerint csak a kromoszómapár egyik tagján található meg, tehát a próbaszekvencia csak az ép – deléciót nem tartalmazó – kromoszómába tud kötődni, a deléciót tartalmazóba viszont nem, tehát csak egy jel lesz majd látható a fluoreszcencia vizsgálat során.

## Néhány típusa

### ACM-FISH
ACM-FISH elsősorban ivarsejteknél használatos kromoszomális abnormalitások numerikus és strukturális detektálásához. Az ACM technika (neve az 1.kromoszóma alfa-centromer és speciális szatelliteitek hibridizációs módszerére utal, többek közt az 1 cen – 1q12 régió kromoszómatöréseinek detektálására vonatkozóan) egy korábbi FISH eljárásból fejlődött ki, amely ivarsejtek (spermiumok) és más sejtek (pl. humán limfociták) kromoszóma átrendeződésének részleteit tárták fel. A módszer jelentős felfedezések élenjárója volt az elmúlt időszakban, rámutatott arra is, hogy a kromoszóma törések humán spermiumban már a fertilizáció előtt jelen lehetnek egészséges egyénekben is. Segítséget nyújtott emellett az oligospermia egyes részleteinek feltárásában szintén. Rámutatott ilyen módon arra is, hogy az ilyen egyének kezelésekor alkalmazott intracitoplazmatikus eljárások (ICSI) és a kromoszomális defektusok között korreláció lehet.

### CatFISH
Effektíve a FISH eljárás alkalmazása neurológiai vizsgálatokban, nevezetesen a temporális agyi aktivitás tekintve, különösen a dinamikus neuronális kölcsönhatások, viselkedési és kognitív funkciók részleteire vonatkozóan. Mint elsőrendű agyi képalkotó technika, a catFISH egyedülállósága abban van, hogy képes speciális génexpressziós analízisre.

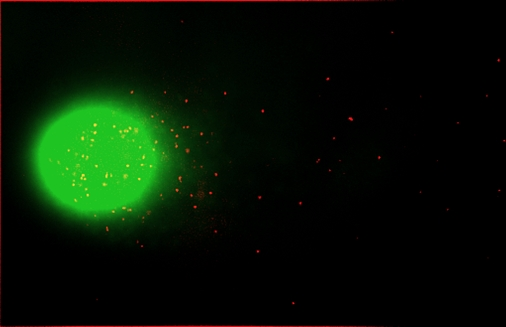
Comet-FISH (leírás a szövegben)

### Comet-FISH
Comet-FISH a comet-assay módszer és a hagyományos FISH analízis kombinációja. A comet-assay vagy másképp egyedi-sejt gélelektroforézis vagy egyedi-sejt gélteszt segítségével egyenként lehetséges sejtszintű DNS károsodások vizsgálata. Az eljárás során a sejteket feltárják és a sejtmagot elektroforetikusan vizsgálják. A sugárzásnak kitett sejtekből származó DNS darabok a térerősség hatására kiáramlanak a magból, és annál nagyon mértékben, minél erősebb volt a sugárterhelés, vagyis a károsodott DNS mennyisége. A kiáramló DNS mintegy csóva (comet) formájában láthatóvá válik a fényképezésnél. 

### 3-D FISH (Háromdimenziós FISH)
3-D FISH technikát Peter Lichter és Thomas Cremer fejlesztette ki kromoszómák sejtmagon belüli térbeli helyzetének és szubkromoszomális régiók analíziséhez. Egyik jellegzetessége, hogy a kívánt állapot eléréséhez paraformaldehid (polioximetilén) fixációt használ, ezzel a megfelelő struktúrában őrzi meg a kromatin állományt. A 3 D hatás eléréséhez többek közt lézer-szkenning mikroszkópot használnak. (Ez utóbbinak működési elve, hogy a fókuszon kívül eső területekről érkező fény nem vesz részt a képalkotásban. Ez, és más speciális tényezők hozzájárulnak a nagy fokú konfokalitás létrejöttéhez). A témában több publikáció is megjelent az utóbbi években, ezek közül a legkirívóbb az az eredmény, amely arról számolt be, mely szerint a technika révén képesek voltak kromoszómák szimultán festésére egy három dimenziósan fixált sejtben.   